# Vranj
Vranj är en ort i Montenegro. Den ligger i den södra delen av landet. Vranj ligger 20 meter över havet och antalet invånare är 903.
Terrängen runt Vranj är platt åt sydväst, men åt nordost är den kuperad. Närmaste större samhälle är Podgorica, 13,1 km norr om Vranj. I omgivningarna runt Vranj förekommer i huvudsak jordbruksmark. Väster om orten finns ett dagbrott.